# Гранчак Іван Михайлович
Іван Михайлович Гранчак (7 жовтня 1927, Нове Давидково — 13 січня 2000, Ужгород) — український історик і громадський діяч, дослідник новітньої історії Чехословаччини та Угорщини, а також історії Закарпаття, доктор історичних наук,
професор, академік Міжнародної слов'янської академії наук (з 1998 року), заслужений працівник освіти України.

## Біографія
Народився 7 жовтня 1927 року в селі Новому Давидковому (тепер Мукачівського району Закарпатської області України) в селянській родині. У 1934 році почав навчатися в рідному селі. У 1943 році з відзнакою закінчив Мукачівську школу. Подальше навчання продовжив у Мукачівській учительській семінарії, яку закінчив у 1947 році. У 1952 році з відзнакою закінчив історичний факультет Ужгородського державного університету. У 1952–1955 роках — аспірант Інституту історії АН УРСР. 1955 року захистив кандидатську дисертацію на тему: «Боротьба трудящих Чехословаччини проти капіталістичного гніту у період світової економічної кризи 1929–1933 рр.».
У 1955–1959 роках — старший викладач, у 1959–1961 роках — доцент, у 1961–1969 роках — завідувач кафедри загальної історії Ужгородського державного університету. У 1967 році захистив докторську дисертацію на тему: «Робітничий клас Угорщини і його боротьба проти білого терору та фашистського режиму в другій половині 1919–1925 рр.». Професор з 1969 року. Одночасно 1969–1970 роках — завідувач відділу історії європейських соціалістичних країн Інституту історії України АН УРСР (Ужгород). З 1971 року — знову завідувач кафедри загальної історії, одночасно у 1980–1981 роках — декан історичного факультету, а у 1981–1985 роках — проректор з навчальної роботи Ужгородського державного університету. З 1996 року — завідувач кафедри історії й суспільних дисциплін Ужгородського інституту інформатики, економіки та права, а також директор Закарпатського регіонального центру соціально-економісних і гуманітарних досліджень НАН України.
У 1997 році нагороджений орденом «За заслуги» ІІІ ступеня.
Помер в Ужгороді 13 січня 2000 року.

## Наукова діяльність
Автор понад 500 наукових, науково-методичних, науково-популярних та публіцистичних праць. Серед них:
- Осередок освіти, науки, культури: Ужгородському державному університету — 50 років. — Ужгород, 1995 (у співавторстві);
- Закарпаття в сім'ї народів СРСР: До 40-річчя возз'єднання Закарпаття з УРСР. — Київ, 1985;
- Чехословакия в социалистическом содружестве. — Київ, 1984 (у співавторстві);
- Город над Ужем: Исторический очерк. — Ужгород, 1984 (у співавторстві);
- Робітництва горде ім'я. — Ужгород, 1976 (у співавторстві);
- Бела Кун — выдающийся деятель венгерского и международного революционного движения. — Москва, 1975 (у співавторстві);
- Місто над Ужем: Історичний нарис. — Ужгород, 1973 (у співавторстві);
- Шляхом до щастя: Нариси історії Закарпаття. — Ужгород, 1973 (у співавторстві);
- История Венгрии. — Москва, 1972. — Том ІІ (у співавторстві);
- Робітничий рух Угорщини. 1919–1925. — Львів, 1968;
- Очерки новой и новейшей истории Венгрии. — Москва, 1963 (у співавторстві);
- Олекса Борканюк — полум'яний борець за визволення трудящих Закарпаття. — Київ, 1956;
- Нариси історії Закарпаття. Томи І-ІІ — Ужгород, 1993–1995 (у співавторстві);

Співавтор підручника «Історія південних і західних слов'ян» (Київ, 1966, 1987) та методичних посібників для вузів.
Створив в Ужгородському державному університеті школу дослідників новітньої історії Чехословаччини й Угорщини. Під його керівництвом написано і захищено більш як 20 кандидатських і докторських дисертацій. Розробив (у співавторстві) комплексну систему управління якістю підготовки спеціалістів у вузі.